# Kevazingogate
Kevazingogate (in het Frans ook wel "Kéva-gate") is een schandaal dat in 2019 speelde in Gabon. Het geeft blijk van hoe Chinese bedrijven te werk gaan in Afrika en van de corruptie die in Afrikaanse landen vaak te vinden is.

## Achtergrond
In China is er grote vraag naar edele houtsoorten zoals ebben en palissander, en naar alle houtsoorten die deze kwaliteit benaderen, omdat de opkomende middenklasse graag wil laten zien dat ze zich kwaliteitsmeubelen kan veroorloven, alsook muziekinstrumenten, mesheften, onderzetters, eetstokjes, etc van zulk hout. Op grote schaal laat men dit hout selectief kappen in landen waar de regulering niet op orde is, of niet nageleefd wordt.

## Geschiedenis
Op 28 februari 2019 werden in de Gabonese havenstad Owendo (bij Libreville) bij Chinese bedrijven 353 containers met zo'n vijfduizend kubieke meter (of meer) aan bubinga stammen (daar Guibourtia tessmannii, Engels: kevazingo) in beslag genomen. Naar verluidt zou de zaak aangegeven zijn door een ambtenaar die het hem aangeboden omkoopbedrag te laag vond. In Gabon geldt sinds maart 2018 een kapverbod voor deze houtsoort (de boom wordt daar als heilig beschouwd). De export van hout uit deze haven werd voor een maand stilgelegd.
Op 30 april 2019 bleek dat deze containers uit de opslagplaats van justitie verdwenen waren. Zo'n tweehonderd ervan werden teruggevonden bij Chinese bedrijven in dezelfde haven, waarvan sommige met officiële papieren van het ministerie van bosbouw. Andere containers bleken al in China aangekomen.
In mei werden diverse leidinggevende medewerkers van de douane en het ministerie voor bosbouw geschorst. De minister voor bosbouw, Mapangou, alsook de vicepresident, Maganga Moussavou, werden ontslagen. De gehele export van houtproducten uit deze haven kwam opnieuw stil te liggen; als gevolg werden ook kapactiviteiten stilgelegd. Aangezien voor Gabon hout (met name okoume) na olie het belangrijkste exportproduct is, was dit groot nieuws. Grootschalig ontslag dreigde.

## Naar een oplossing?
In juni werd een nieuwe minister voor bosbouw benoemd, de in Manchester geboren maar tot Gabonees genaturaliseerde Lee White, tot dan toe hoofd van de nationale parken (National Parks Agency) en eerder al oprichter en hoofd van de plaatselijke afdeling van de Wildlife Conservation Society (WCS Gabon). Daarna werd de houtexport hervat.
White vatte het plan op het in beslag genomen hout in Gabon zelf te laten verwerken, in de hoop extra werkgelegenheid te scheppen, en nieuwe markten te ontsluiten. Er kwam al snel de kritiek dat dit hypocriet was, temeer daar dit gebeurde door een Chinees bedrijf, met Chinees personeel,.

## Ambitie
Overigens heeft Gabon de ambitie om in 2022 al het hout FSC gecertificeerd te hebben (volgens andere bronnen zou men al blij om dan de export geheel legaal te hebben). Gabon ontvangt veel geld uit het VN-programma om CO2 af te vangen en vast te leggen (REDD+) en kan zich dus schandalen slecht veroorloven.